# Nyonin kinsei
Nyonin kinsei (女人 禁制? lett. "Vietato alle donne", nyonin significa "donna", kinsei "divieto"), è l'espressione usata in Giappone per indicare la pratica di esclusione delle donne da determinati luoghi religiosi (santuari e templi, montagne e altri luoghi sacri), particolari cerimonie, rituali e feste.

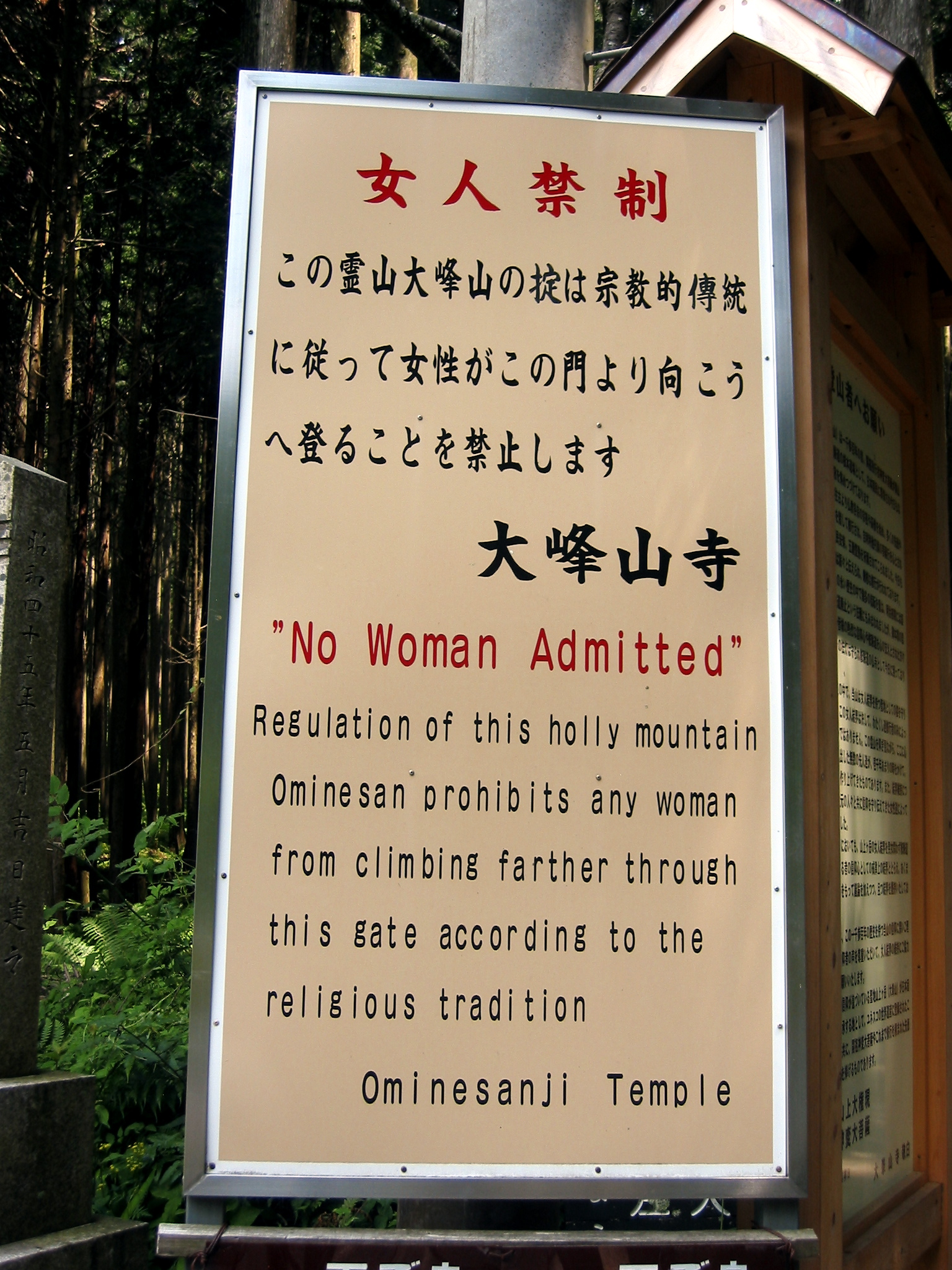
Avviso di divieto di accesso per le donne posto all'inizio del sentiero principale per la vetta del Monte Ōmine

Per estensione - kinsei significa genericamente "divieto" di determinati atti - tale espressione in tempi moderni viene usata anche per definire un'ampia gamma di restrizioni che colpivano o colpiscono ancora le donne come genere, ad esempio il divieto di svolgere determinate attività come la pesca, la caccia, i lavori di costruzione, la produzione di sushi, sake o ceramiche, oppure il divieto di accesso a spazi come il ring del sumo maschile.

## Etimologia
Nella lingua giapponese l'esclusione delle donne è generalmente concettualizzata in due espressioni simili, nyonin kinsei (女人 禁制?) e nyonin kekkai (女人結界?), spesso usate in maniera interscambiabile o equivalente, anche se l'uso della prima è molto più frequente: nyonin 女人, un termine cinese presente nei testi buddisti, significa "donna", kekkai e kinsei si riferiscono a dei tipi di restrizione.
Non c'è accordo fra gli studiosi sulle origini dell'uso di queste espressioni. Ushiyama Yoshiyuki sostiene di non aver trovato tracce dell'uso di nyonin kinsei nelle fonti del periodo Kamakura, e di averne avuto riscontro solo nel periodo Heian, più precisamente nel regolamento del tempio di Koryuji, il più antico di Kyoto, datato 1475; in opere letterarie questi termini comparirebbero ancora più tardi, all'incirca nel XVII secolo, ad esempio nell'Urami no suke 恨之介, e nel Seisuisho 醒睡笑.
Per quanto riguarda il significato di queste due espressioni, vengono attribuite sfumature diverse al tipo di divieto cui farebbero riferimento i termini kinsei e kekkai, più generico il primo, riferito in particolare alle aree sacre il secondo. Se privato di ogni riferimento al genere, come nyonin, il termine kekkai (結界, barriera, confine, area riservata) nel contesto shintoista e buddista si riferisce all'istituzione di una zona o un'area rituale, come un santuario, un altare, un complesso di templi, lo spazio sacro di una montagna, epurata da ogni contaminazione e generalmente circoscritta da una barriera, un confine che richiede particolari requisiti per poter essere valicato.
Secondo Allan Grapard, il termine kekkai, tradotto come "spazio delimitato", "perimetro", sarebbe di derivazione indiana e indicherebbe una serie di pratiche rivolte alla costruzione di un'area in cui venivano invocate le divinità. Per estensione si sarebbe in seguito riferito all'istituzione di una zona consacrata per la costruzione di templi. In Giappone, a partire dal secolo IX, conclude Grapard, il termine avrebbe riguardato delle aree geografiche affidate come proprietà esclusiva a istituzioni scintoiste-buddiste, come nel caso del Monte Hiko nel 1181.
Faure distingue più compiutamente le due espressioni, attribuendo a nyonin kinsei un intento disciplinare, normativo, un divieto imposto per affermare il Vinaya monastico, mentre assegna a nyonin kekkai un significato più ampio, riguardante la purezza dello spazio sacro (kekkai), con implicazioni e aspetti simbolici più complessi. Nel buddismo esoterico il termine designerebbe l'area rituale in cui i demoni - e per estensione le donne - non possono entrare.

## Origini
Gli studiosi hanno espresso tesi diverse sulle origini di questo divieto in Giappone; generalmente il suo avvio viene posto nel primo periodo Heian, fra il IX e l'XI secolo, mentre la sua diffusione anche dopo i secoli XIII e XIV.

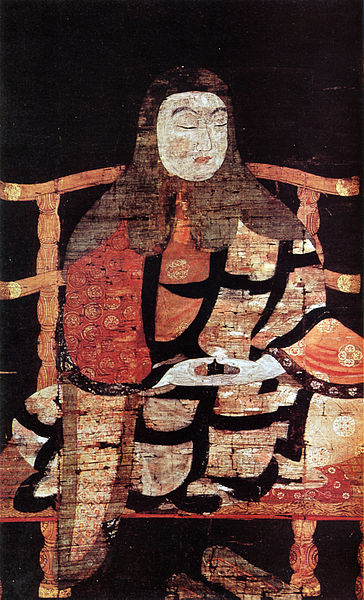
Ritratto di Saicho

Un primo riferimento alle restrizioni di accesso ai luoghi sacri poste alle donne nel Giappone medievale si trova nei "Regolamenti in otto Articoli" (Hachijo shiki 八条式) del monaco Saichō (767-822), fondatore del buddismo tendai. Tali Regolamenti, risalenti all'818, facevano parte del Kansho Tendai-shu nenbun-gakusho-shiki (Regolamenti per incoraggiare gli studenti ordinandi annuali Tendai), a sua volta parte del Sange Gakusho Shiki (山家学生式) che conteneva i piani e regole dettagliate redatte da Saichō per la formazione dei novizi del monte Hiei vicino a Kyoto, sulla base del precetti Mahayana. L'esclusione delle donne faceva parte di un divieto più ampio, che includeva anche i furti e il consumo di sostanze intossicanti (liquori).
Un'altra traccia documentale che confermerebbe questa prima restrizione di accesso per le donne, sempre risalente al IX secolo, è uno scritto dell'886 riportato nell'Eigaku yōki 叡岳要記 che menziona il divieto a loro posto di salire sul Monte Hiei, sede del principale monastero della scuola Tendai, e primo luogo in Giappone di cui si hanno testimonianze dell'avvio di tale pratica.
L'attribuzione a Saiko dell'avvio della pratica di esclusione delle donne sarebbe confermata anche da fonti successive: ne avrebbe fatto menzione il monaco Hōnen, fondatore della scuola buddista giapponese Jōdo Shu, appartenente al ramo del buddismo della Terra Pura. Sempre dalle testimonianze di Hōnen si apprende che nel XII secolo erano preclusi alle donne anche il monte Kinpu, nel distretto di Yoshino, uno dei principali centri dell'ascetismo di montagna, il monte Kōya e i santuari interni di famosi templi di Nara e Daigo-ji, nella periferia sud-orientale di Kyoto.
Lo studioso Ushiyama Yoshiyuki individua come fonti scritte del fenomeno storico dell'esclusione delle donne dai templi gli articoli 11 e 12 del "Regolamento per monaci e monache" (Sōni-ryō 僧尼令), contenuti nel Codice Yōrō (Yōrō-ritsuryō 養老律令), in vigore in Giappone dal 757 all'inizio del X secolo. Tali articoli, basati sulle regole Vinaya legate alla cattiva condotta sessuale, vietavano alle monache di visitare i monasteri e ai monaci i conventi, salvo circostanze particolari (come malattia o istruzione). Il divieto, secondo Ushiyama, inizialmente sarebbe quindi esistito per entrambi i sessi; il divieto per gli uomini viene da lui denominato nanshi kinzei.
La pratica di esclusione delle donne, tuttavia, sembra che fino al X-XI secolo non fosse molto conosciuta in Giappone e che inizialmente venisse applicata in centri monastici o specifiche aree posti sulla sommità delle montagne.

### Durata dei divieti
Il divieto di accesso delle donne può essere transitorio, spesso ricondotto al concetto shintoista e buddista di impurità (穢れ・汚れ? kegare) e connesso a particolari cicli o periodi legati alla fisiologia femminile (mestruazioni, gravidanza, periodo del parto), oppure permanente, associato al genere femminile in quanto tale. In questo caso l'accesso allo spazio cerimoniale, ai santuari, ai templi e alle montagne sacre è riservato sempre e solo agli individui di sesso maschile. Ne sono ancora esempi l'isola Okinoshima (沖ノ島), al largo della costa di Munakata e l'area tempio sulla cima del monte Ōmine (大峰山).
Le fonti risalenti al periodo Heian descrivono prevalentemente divieti temporanei, comprensivi di un'ampia casistica di azioni, comportamenti o stati passibili di divieto non limitati solo alle donne, e non prevedono restrizioni spaziali permanenti, quali quelle maggiormente applicate durante il periodo Kamakura (1185-1333) e ritenute la base dell'esclusione femminile.
Non è ancora chiaro, tuttavia, quale sia il percorso attraverso cui i divieti temporanei diventarono permanenti.

## Motivazioni dei divieti

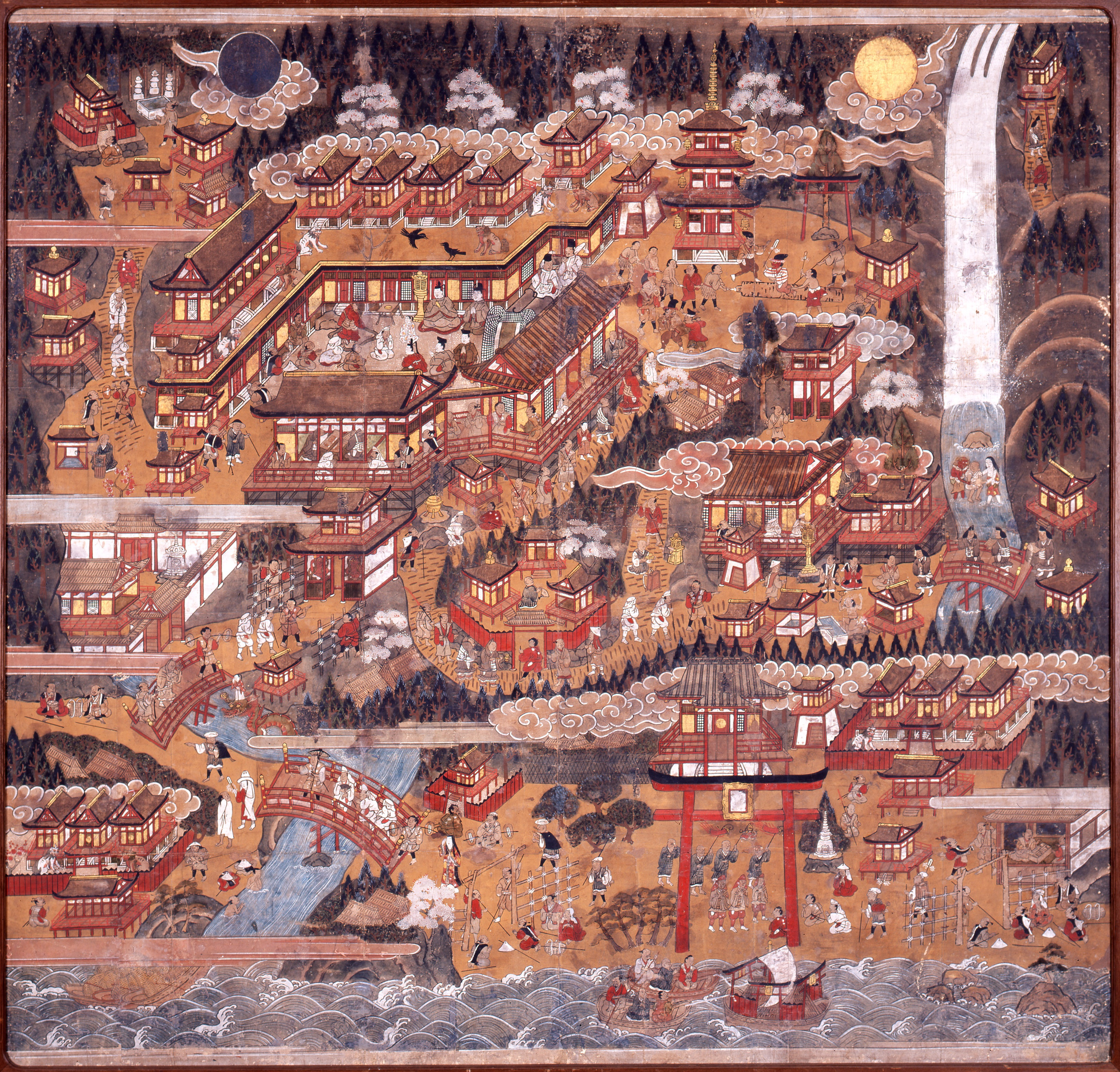
Un dettaglio del Kumano Nachi Mandala (Mandala del pellegrinaggio Nachi) mostra il tempio di Myōshinji in cima al Monte Myōhō, particolarmente venerato dalle pellegrine di Kumano, e noto come "Monte Kōya per le donne”(nyonin Kōya)

Le ipotesi formulate dagli studiosi sulle ragioni che starebbero alla base dell'istituzione del nyonin kinsei possono essere raggruppate in alcuni filoni: influenza delle leggende e credenze popolari; applicazione degli antichi regolamenti monastici che proibivano il contatto fra monaci e monache; influenza dei precetti shintoisti basati sul concetto di purezza e di impurità femminile; misoginia, visione androcentrica e atteggiamento denigratorio nei confronti delle donne presenti in molti testi buddisti (ad esempio il Mahāparinirvāṇa Sūtra, Ta-pan nieh-pan ching TPNPC); adesione ai precetti buddisti come i Cinque ostacoli (goshō 五障) che diverse interpretazioni hanno indicato come testo base della convinzione dell'impossibilità delle donne di raggiungere la buddità.
Alcuni studi hanno associato la diffusione dei divieti alla progressiva affermazione della gerarchia di genere in ambito religioso, di cui sarebbero stati esempio l'esclusione delle donne dalle cerimonie buddiste ufficiali (hōe) tenute a corte (VIII secolo), la cessazione delle ordinazioni ufficiali per le monache, l'occupazione da parte degli uomini dell'intera élite monastica nei primi anni del periodo Heian: a partire dal X secolo circa, la maggior parte dei principali templi buddisti venne gestita e abitata esclusivamente da monaci maschi.
Secondo Moerman il nyonin kekkai con il confine posto tra la purezza della montagna custodita dai monaci e l'inquinamento del mondo sottostante, rappresentato in primis dall'impurità legata al corpo femminile, avrebbe imposto una divisione del sacro dal profano in termini esplicitamente di genere.
Barbara Ambros nel suo studio sul santuario shintoista di Oyama, edificato nel 1599 a Utatsuyama, Kanazawa, ha rilevato come nell'età moderna, alle ragioni riconducibili al concetto di inquinamento rituale e all'obbligo di osservanza dei precetti monastici, si fosse aggiunta anche una considerazione di tipo economico: a partire dal 1609 grazie ai regolamentl decretati dal bakufu e dal tempio di Ōyama, l'affermazione dell'autorità del clero shingon si sarebbe compiuta ridisegnando i confini del territorio: l'area del santuario veniva riservata agli yamabushi celibi ("monaci puri", asceti di montagna), bandendo l'accesso alle donne (nyonin kekkai) e, di conseguenza, privando i monaci sposati del diritto di stabilirsi con le loro famiglie lungo il pendio della montagna, entro i confini del distretto monastico. Con la trasformazione di Oyama da remoto rifugio di montagna abitato da anacoreti e aperto ai praticanti e ai devoti, a meta di pellegrinaggio, la suddivisione degli spazi avrebbe sempre più rispecchiato le gerarchie sociali e religiose: la sommità riservata alla divinità, il pendio centrale al clero Shingon; la periferia ai piedi della montagna agli oshi e agli abitanti del villaggio: "più lo spazio era vicino alla vetta, meno era accessibile al pubblico."
Miyazaki Fumiko, autrice di uno studio sull'esclusione delle donne dal Monte Fuji, ritiene che tale pratica, soprattutto nei confronti delle pellegrine, sia stata influenzata da una serie di fattori sociali, economici, politici e culturali sottoposti a cambiamento nel corso del tempo, e fra di loro interagenti. La più antica testimonianza di nyonin kinsei lungo la via settentrionale è rappresentata da un documento del 1564; regolamenti dei decenni successivi, simili ai codici emessi dai principali santuari shintoisti e scuole shinto del periodo medievale, avrebbero fornito dettagliate casistiche di limitazioni di accesso rivolte agli uomini che erano stati esposti a varie fonti di inquinamento, come la morte, la nascita di familiari, le mestruazioni del coniuge e il consumo di alcuni tipi di carne o aglio; un'appendice, riservata alle donne, spiegava che la loro interdizione dal monte dipendeva dall'inquinamento del sangue cui erano sottoposte per "sette giorni al mese, ottantaquattro giorni all'anno". Il monte Fuji venne aperto ad entrambi i sessi nel 1860, dodici anni prima che il governo Meiji abolisse il divieto esistente per le donne: l'aumento del pellegrinaggio femminile, che rappresentava per gli oshi un'importante risorsa economica, "funzionò come causa fondamentale della disintegrazione del nyonin kinsei".

### Credenze e leggende popolari

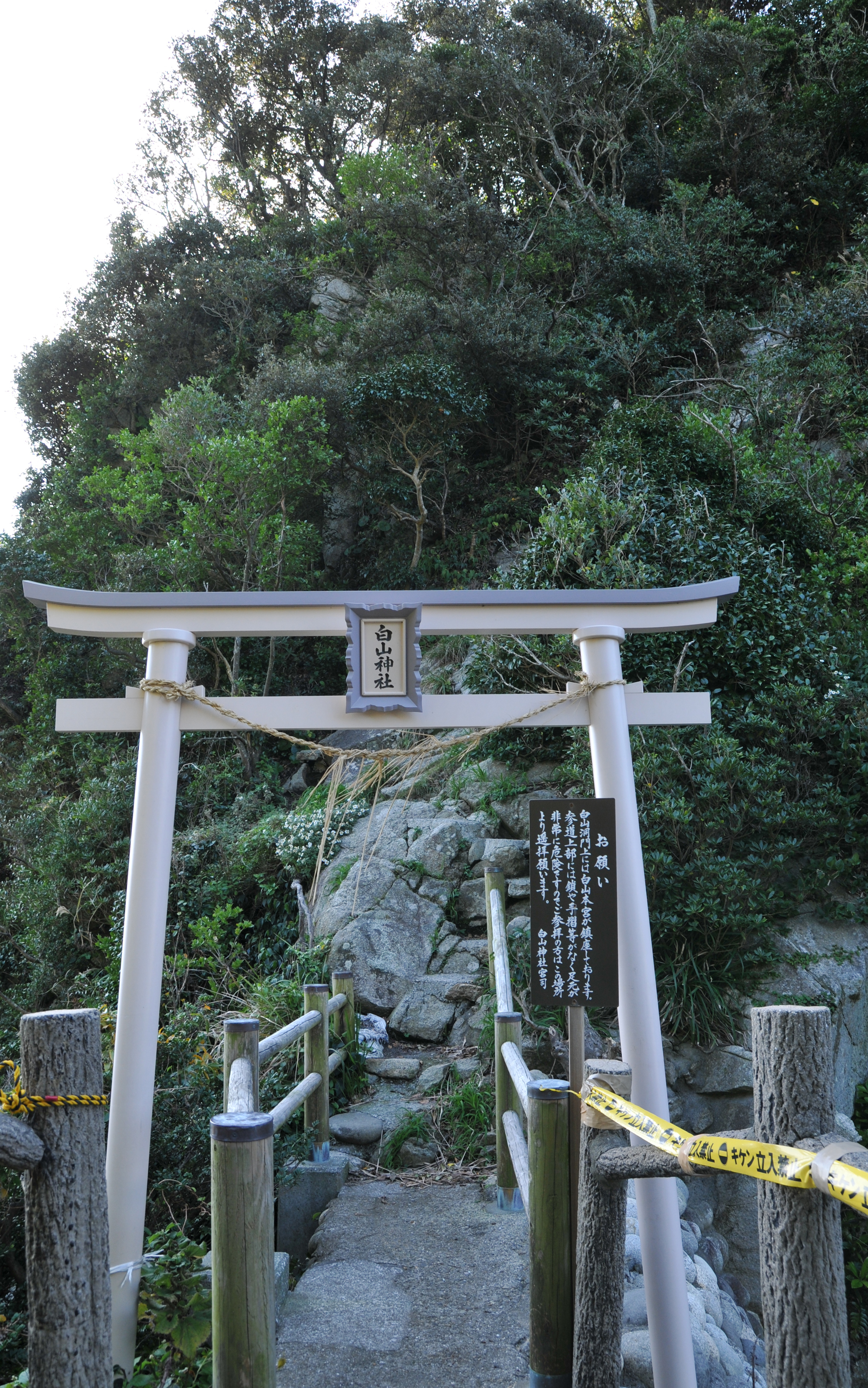
Hakusan-hongū, Hakusan-dōmon

La letteratura e il folklore sono ricchi di racconti di donne trasformate in pietre, come nei casi, molto citati, delle rocce disposte lungo il monte Ōmine nella prefettura di Nara, lungo il monte Haku nella prefettura di Ishikawa e il monte Tate nella prefettura di Toyama, o ritenute responsabili di disastri naturali dopo essersi introdotte nel territorio delle montagne sacre (Hiei, Kōya e Kinpusen), o dopo aver sporcato i pendii con gocce di sangue mestruale o urina. Alcuni di questi racconti, resoconti e credenze popolari sono stati studiati da Yanagita Kunio (1875-1962), ritenuto il padre del folclore giapponese (minzokugaku (民俗学). Convinto che le donne, in virtù della loro capacità riproduttiva e della loro natura emotiva, possedessero un potere spirituale mistico e particolari abilità religiose, Yanagita ha ipotizzato che tali racconti siano stati diffusi dagli uomini come monito e mezzo per allontanare le donne devote, in particolare miko e monache, dai luoghi tradizionali di culto, spingendole nella zona bassa delle montagne.
Bernard Faure cita la leggenda della madre di Kūkai che tentò di entrare nei recinti sacri del Monte Kōya, e che venne arsa viva dopo aver perso una goccia di sangue mestruale e la leggenda di Toru, comune a molti siti shugendō. In quest'ultima, una delle numerose versioni del racconto, legata al monte Haku, la protagonista, Toru, una vecchia che usava la stregoneria per ingannare le persone, sarebbe stata trasformata in pietra dal dio della montagna per aver intrapreso la salita sul monte e aver sfidato il divieto vigente per le donne, arrivando a urinare su un pendio, inquinando deliberatamente il suolo sacro. Faure interpreta il racconto come un tentativo del clero buddista di sostituire l'antica tradizione delle sciamane al servizio di divinità montane prevalentemente femminili, al fine di conquistare il controllo del territorio.

### Regolamenti monastici
Il principale sostenitore dell'osservanza dei precetti monastici contro la cattiva condotta sessuale come ragione principale dell'esclusione delle donne è lo storico Ushiyama Yoshiyuki, che ne pone le origini negli articoli descritti nel "Regolamento per monaci e monache" (Sōni-ryō 僧尼令), incorporati all'inizio del periodo Nara (710-794) in forma statutaria nel Codice Yōrō (Yōrō-ritsuryō 養老律令), nel quale vengono previste precise disposizioni penali in caso di inosservanza.

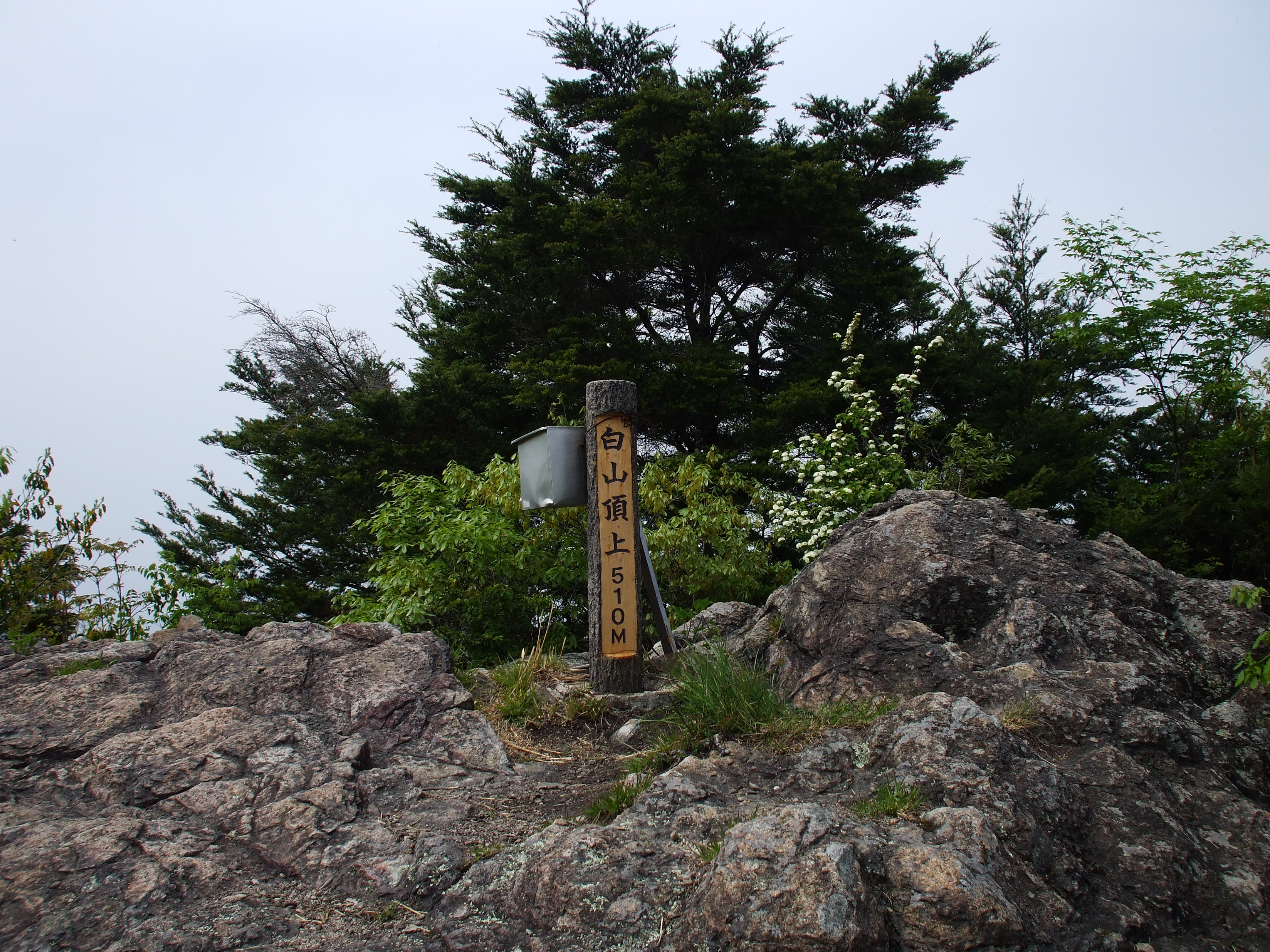
Cima del monte Haku (Haku-san) nella città di Nishiwaki, prefettura di Hyogo

Le nozioni di purezza e inquinamento che nel periodo Heian regolavano l'accesso di uomini e donne nei santuari e siti sacri caratterizzati dal sincretismo shinto-buddista, come ad esempio il Kinpusen-ji, e che secondo Ushiyama all'inizio dell'era Meiji discriminavano ancora le donne a causa del ciclo mestruale e del parto, non sarebbero a suo parere direttamente collegabili alle ragioni del nyonin kinsei, così come egli esclude che lo siano le idee sessiste che si trovano nei sutra e nei trattati buddisti. Ushiyama ritiene che tali motivazioni siano spiegazioni secondarie, utilizzate come slogan "per dimostrare che il tempio in questione attribuiva grande importanza ai precetti, o come una sorta di espediente per nascondere il fatto che i monaci avevano mogli".
La scomparsa della bidirezionalità dei divieti rivolta ai due sessi, da lui denominati, a seconda del genere, nyonin kinzei e nanshi kinzei, in vigore fino all'VIII secolo, e la prevalenza del nyonin kinsei dal periodo Heian in poi, troverebbero spiegazione, secondo lo studioso, nella progressiva scomparsa dei conventi, caduti in disuso intorno al secolo X, soprattutto a seguito di restrizioni imposte all'ingresso delle donne nell'ordine monacale. Esempi di nanshi kinzei sarebbero sopravvissuti nei conventi delle sette Zen e Ritsu durante il periodo Kamakura, mentre la progressiva erosione del sistema Ritsuryō (律令) e dell'ordine sociale basato sul Sōni-ryō avrebbero portato nel periodo Heian anche ad una ridefinizione del nyonin kinsei: lo stato non sarebbe più intervenuto nella loro applicazione, diventata discrezionale a seconda dei singoli monasteri.
Se in molti di questi venne meno il rispetto dei precedenti divieti, e venne consentito ai monaci di avere moglie e di condurre attività sessuale, e alcuni monasteri, come Ishiyamadera, Hasedera e Kokawadera, cominciarono a incoraggiare attivamente le visite delle donne, altri, al contrario, continuarono ad osservare gli antichi precetti e ad applicare il nyonin kinsei, "utilizzando affermazioni fortemente formulate e apparentemente sessiste, basate su passaggi che riguardano l'esclusione delle donne presenti nelle scritture buddiste".

### Tabù scintoisti. L'impurità del sangue
Nella tradizione shintoista, per la quale la purezza è la condizione essenziale per entrare in contatto con la divinità, l'impurità (kegare 汚れ) è rappresentata da tutto ciò che fuoriesce dal corpo; considerata una forma di tsumi (violazione di tabù) è ritenuta sanabile solo attraverso specifici riti di purificazione. Sono ritenuti fattori di impurità il sangue, le mestruazioni, la secrezione delle ferite, il sudore, lo sputo, il vomito, gli escrementi, il contatto con qualsiasi forma di morte, parto, malattia.

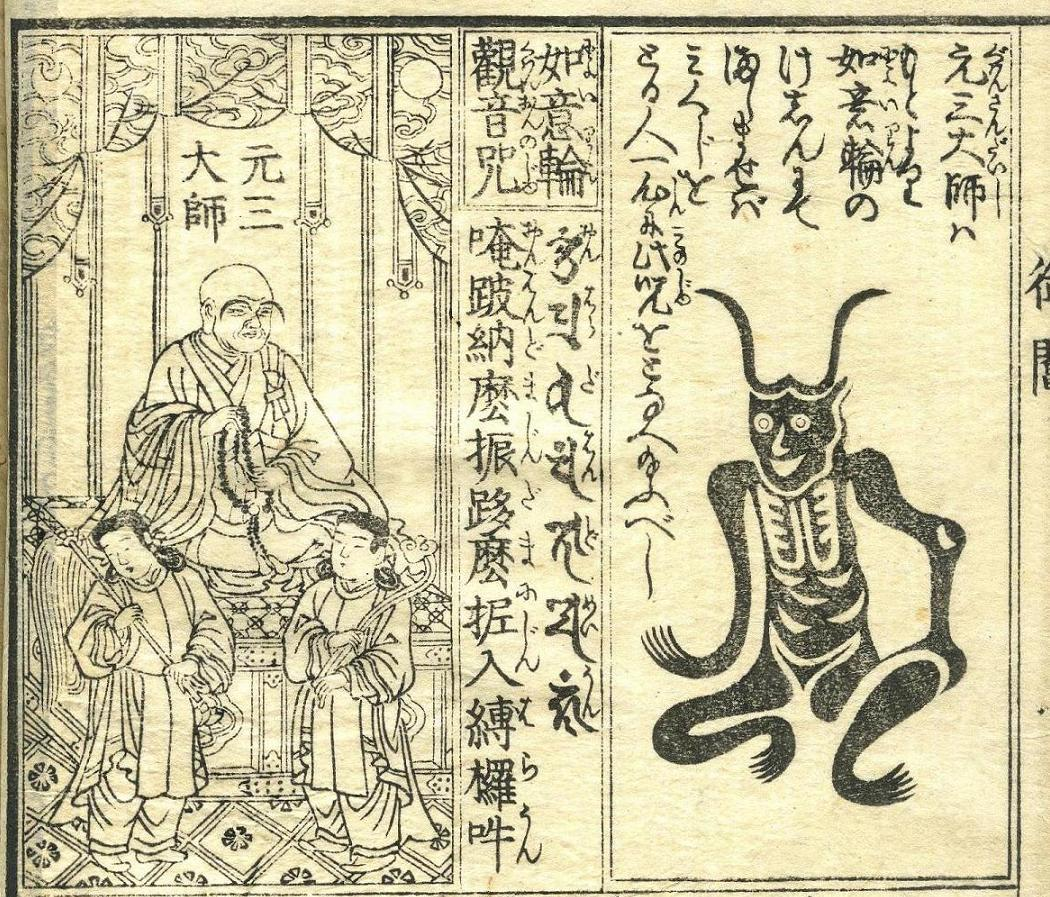
Ryogen

Anche se la presenza in Giappone del concetto di impurità è molto antica (le sue origini vengono ricondotte all'influenza delle idee confuciane, taoiste e dal buddismo esoterico), è nell'VIII secolo che il nuovo potere imperiale, sulla base di modelli cinesi, ingloba nei codici (Jingiryo 神祇令, 718) le interdizioni rituali contro l’impurità, prevedendo disposizioni per diversi gradi di astinenza (imi 斎) da materie o eventi impuri come nascita, morte, malattia, consumo di carne, indicando disposizioni penali atte ad assicurare la rigorosa osservanza dei precetti.
In origine, non solo alle donne, ma anche agli uomini che si trovavano in una condizione di "impurità" era proibito entrare nei luoghi sacri; per lo stesso motivo erano vietate in quei luoghi la caccia e altre attività: ad esempio, Ryōgen, abate del monastero Enryaku-ji, nel 970 delimitò il kekkai, l'area sacra sul monte Hiei, vietando ai monaci di introdurre cavalli e mucche sulla montagna e bandendo la pesca, la caccia e il taglio della legna.
Nel periodo Heian le restrizioni legate all'impurità cominciarono a diffondersi capillarmente e vennero riportate anche nell'Engishiki (延喜式, "Procedure dell'era Engi"), il libro su leggi e costumi giapponesi completato nel 927, che recitava: "In qualsiasi momento, se c'è contatto con la contaminazione o il male, si pratica l'allontanamento: trenta giorni per la morte di una persona (conteggio dal giorno della sepoltura), sette giorni per la nascita, cinque giorni per la morte di un animale, tre giorni per la nascita (non si applica ai polli); mangiare carne richiede l'allontanamento per tre giorni"; le donne mestruate dovevano ritirarsi nelle loro case fino alla fine del ciclo.
Nel tardo periodo Heian, le donne furono bandite da un numero crescente di grandi monasteri in Giappone e le idee sull'inquinamento erano così radicate che divennero una delle ragioni principali a sostegno dell'inferiorità femminile. Tuttavia le prime fonti descrivono solo divieti temporanei; le restrizioni spaziali permanenti, dirette solo alle donne, secondo alcuni autori si sarebbero sviluppate soprattutto nei periodi Muromachi e Tokugawa, alimentate da leggende popolari e della circolazione di testi buddisti come il Sutra dello Stagno di Sangue (血盆経, Ketsubonkyô), che condannava le donne alle pene dell'inferno a causa della loro fisiologia, affidando ai monaci e ai rituali previsti dal sutra il potere di risparmiarle.
Secondo Katsuura Noriko l'esclusione delle donne sulla base della stretta osservanza del precetto contro la cattiva condotta sessuale non sarebbe sufficiente a motivare il divieto posto al loro accesso ad aree sacre ritenute purificate e riservate alle divinità, dalle quali anche i maschi sarebbero stati esclusi se infettati attraverso il contatto con elementi inquinanti, compreso il genere femminile. Katsuura sostiene che le donne vennero gradualmente escluse dalla partecipazione ai riti religiosi e ai recinti sacri perché ritenute intrinsecamente e permanentemente impure: la nozione di purezza costituirebbe il motivo principale della loro esclusione.

### Ragioni derivate dai precetti buddisti
All'interno delle correnti di pensiero del buddismo antico si possono trovare atteggiamenti vari e contraddittori, spesso divergenti, nei confronti delle donne; l'ideale buddista dell'uguaglianza di tutte le persone, il rifiuto di distinzioni di classe o di casta e il principio dell'inclusività, possono coesistere con la convinzione che le donne rappresentano una grave minaccia per gli asceti, sono subordinate agli uomini, o hanno impedimenti tali da renderle ad essi inferiori.

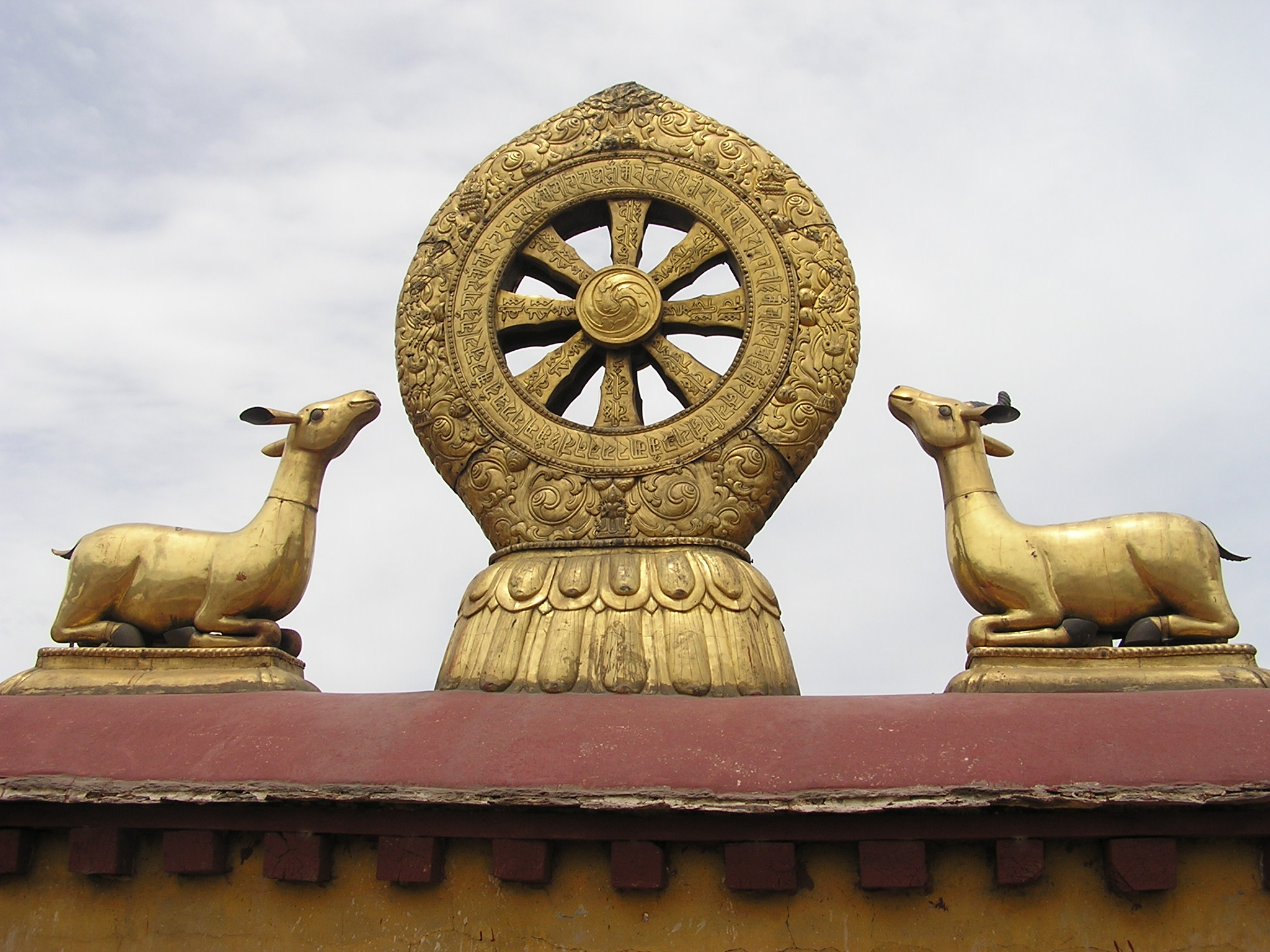
Il dharmacakra (ruota del dharma, simbolo della religione buddista), situato in cima al Tempio Jokang, a Lhasa in Tibet

Intorno al I secolo, probabilmente sotto l'influenza della cultura indù, si affermò la convinzione che le donne fossero spiritualmente limitate a causa della natura dei loro corpi. Ne sono un esempio il racconto pali della fondazione dell'ordine delle monache, nel quale viene sostenuto che la creazione di un ordine femminile avrebbe accelerato drammaticamente il declino degli insegnamenti di Budda nel mondo, l'Anguttara Nikaya e il Saddharmasmrtyupasthana.
Le tradizioni brahminiche indiane e il confucianesimo tradizionale stabilirono inoltre che una donna doveva osservare "i tre doveri" (sanshō 三従)), le tre subordinazioni a padre, marito e figli, una nozione che appare nelle fonti giapponesi già nel secolo VII e che si affermerà durante il periodo Kamakura.
Nel buddismo Mahāyāna, che pose oltre al nirvana anche l'obbiettivo spirituale del raggiungimento dell'illuminazione, furono presenti atteggiamenti ambivalenti nei confronti delle donne; accanto all'idea di uguaglianza spirituale e intellettuale presente in molti testi, in diversi altri vennero sostenuti e divulgati concetti misogini e affermato l'impedimento delle donne di raggiungere la buddità a causa delle loro caratteristiche biologiche.
Il monaco Hōnen (1133-1212), fondatore della scuola buddista giapponese Jōdo Shu, appartenente al ramo del buddismo della Terra Pura, descrisse le donne come limitate internamente dai cinque impedimenti ed esternamente dai "tre doveri”, collocandole in una posizione di inferiorità spirituale rispetto agli uomini e confermando il principio del nyonin kinsei. Nel suo Commento al Guan wuliangshou (Amitāyurdhyānasūtra, Sutra della contemplazione sul Budda della vita infinita) così scrisse:
(Hōnen)

#### I Cinque ostacoli
(The Lotus Sutra, cap. XII, trad. inglese della versione cinese (Miàofǎ Liánhuā Jīng (妙法蓮華經, 406) di Kumārajīva)

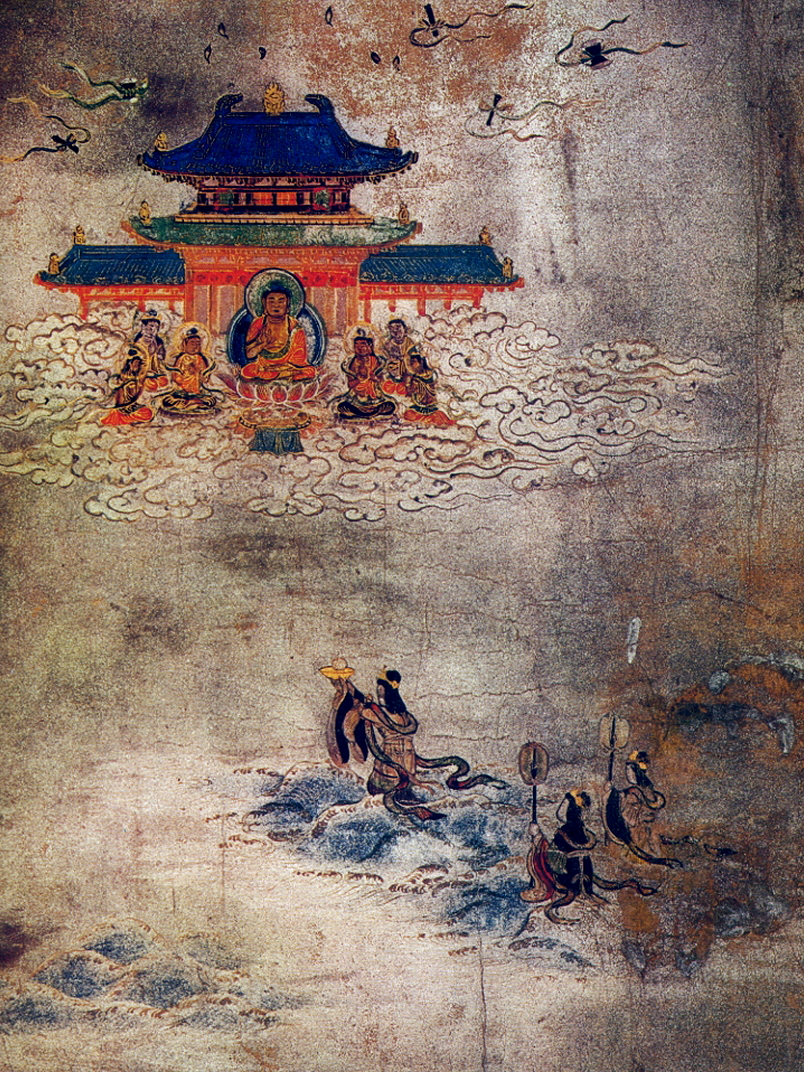
La figlia del drago offre un gioiello al Budda prima di raggiungere l'illuminazione. Frontespizio di un rotolo del Sutra del Loto del XII secolo del corpus Heike Nokyo

Il concetto di cinque ostacoli (goshō 五障, o itsutsu no sawari) è definito nel Devadatta, il dodicesimo capitolo del Sutra del Loto (in giapponese Hokkekyō 法華経?), uno dei testi più importanti del Buddismo Mahāyāna. Racconta dell'incontro fra Śāriputra, uno dei principali discepoli di Budda, con la figlia di otto anni (conosciuta in sanscrito con il nome di Nagaranya, o Longnü in cinese), di uno degli otto grandi re drago, Sāgara. Śāriputra afferma di non credere che la bambina, presentatale dal bodhisattva Mañjuśrī come una donna capace di raggiungere la buddità, sia in grado di conseguire questa meta, ritenendo che le donne, indipendentemente dalle loro capacità spirituali, siano soggette ai cinque ostacoli, ossia siano incapaci di raggiungere i cinque livelli di esistenza (diventare re Brahma, re Sakra, re Mara, un re che fa girare la Ruota del Dharma, un Budda). Nella versione cinese, Śāriputra aggiunge che "il corpo di una donna è sporco e impuro e non è un vaso adatto per il Dharma". Longnü, convocata di fronte all'assemblea dei monaci, accetta la sfida, e dopo aver offerto un gioiello a Budda, si trasforma in un uomo, raggiungendo istantaneamente la buddità.
Il Devadatta, interpretato perlopiù come insegnamento che le forme fisiche esterne sono solo illusioni e l'illuminazione non dipende dal genere di un individuo, diventò tuttavia in alcune scuole buddiste del Giappone medievale il paradigma dell'impossibilità delle donne di raggiungere la buddità, se non rinascendo come uomini. Secondo lo studioso D. Max Moerman "la trasformazione fisica da corpo femminile a corpo maschile (henjō nanshi 変成男子) come prerequisito dell'illuminazione, rimase una questione teologica significativa in tutto il buddismo giapponese premoderno".
Ushiyama ha sostenuto che le parole pronunciate da Sariputra dovrebbero essere interpretate all'interno di un contesto narrativo, e che non rappresentano gli insegnamenti di Sakyamuni; il concetto dei cinque ostacoli delle donne, presente nelle scritture del primo buddismo, sarebbe a suo parere un riflesso dell'atteggiamento di monaci che non avevano accolto con favore l'ordinazione delle monache.

#### Sutra dell'Inferno della Pozza di Sangue (Ketsubonkyō)
(Bussetsu Mokuren shōkyō ketsubon kyō (collezione Sōkenji); citato in Takemi, pp. 230–32)

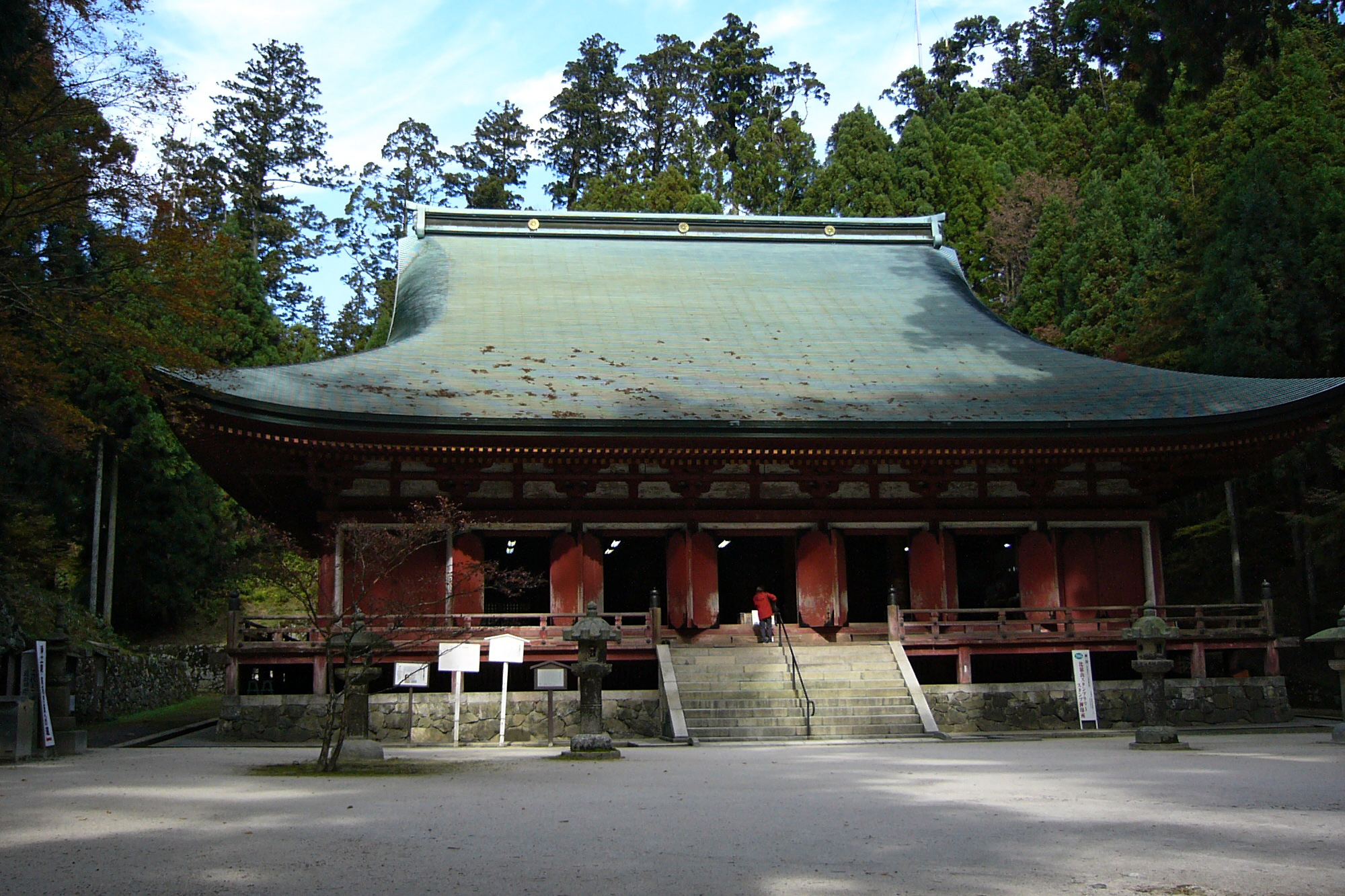
Il padiglione della predicazione del Dharma dell'Enryaku-ji, il tempio principale della scuola buddista giapponese Tendai

Durante il periodo Edo si rafforzò notevolmente l'idea del corpo femminile come fonte di impurità, concetto radicato in credenze popolari e leggende ed alimentato da una notevole circolazione di testi buddisti, taoisti o prodotti in singoli santuari shintoisti. Fra i testi più noti si distinsero i Ketsubonkyō (血盆経, Sutra delle mestruazioni, più estesamente, in giapponese: Bussetsu daizō shōkyō ketsubon kyō), che si ritiene abbiano avuto origine da un sutra cinese apocrifo (Cinese: 血盆經; pinyin: Xuèpénjīng Xuepen jing) del periodo della dinastia Ming (1368-1644), diffuso in Giappone in diverse versioni nel tardo Muromachi, tra la fine del XIV e il XV secolo.
Nel Xuepen jing viene descritto un inferno speciale (in giapponese Chinoike Jigoku, 血の池地獄, inferno dello stagno di sangue), in cui le donne sono condannate a bere il proprio sangue mestruale come punizione per aver offeso gli dei, inquinando la terra con il sangue del parto e delle mestruazioni, o per aver reso impura l'acqua dei fiumi da cui i santi asceti attingevano l'acqua per il tè, lavandovi le proprie vesti sporche di sangue.
La credenza nella dannazione di tutte le donne in un inferno riservato a causa della loro natura impura, fu promossa e propagata durante il medio e tardo periodo Tokugawa nel tempio Shôsenji e sul Tateyama dalla setta dei monaci Sōtō-shū (曹洞宗?), una delle due maggiori scuole giapponesi del buddismo zen. Il tempio di Shôsenji, situato nell'attuale città di Abiko, prefettura di Chiba, divenne uno dei principali centri del culto Ketsubonkyô, affermando la centralità dell'autorità monastica sul destino delle donne; i sutra, attraverso l'intercessione dei monaci, indicavano alle donne come guadagnare la salvezza dall'inferno seguendo particolari rituali. Un cartello esposto al tempio fino al 1970 lo proclamava “Sala di addestramento per la salvezza delle donne”.

## Revoca e mantenimento dei divieti

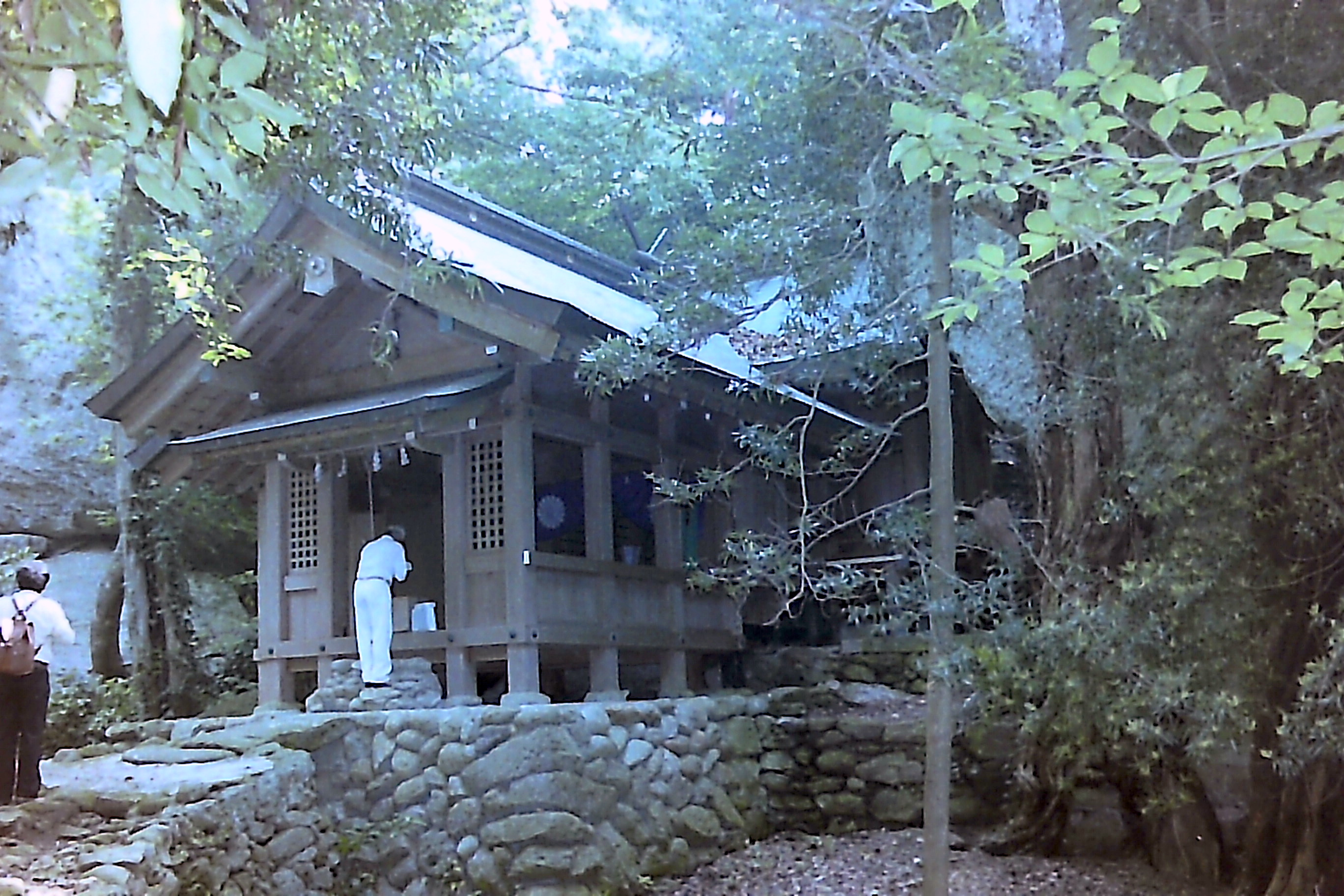
Santuario di Munakata nell'isola di Okinoshima in cui è ancora vietato l'ingresso alle donne, 2007

Il 4 maggio 1872 il governo Meiji emanò un editto che aboliva ogni pratica di esclusione femminile dai santuari, dai templi e dai sentieri di montagna, consentendo l'alpinismo a scopo di culto.
In alcune montagne, come il monte Fuji, il divieto era già stato abolito anni prima, in altre fu revocato successivamente. Molte restrizioni di accesso alle donne, tuttavia, sono ancora vigenti. In particolare, esse non possono accedere a Sanjōgatake, la cima del Monte Ōmine, nella prefettura di Nara, dal 2004 sito del patrimonio mondiale associato allo shintoismo, e nell'isola di Okinoshima, prefettura di Fukuoka, dichiarata nel 2017 sito del patrimonio mondiale.

### Montagne e luoghi sacri

#### Divieti revocati
- Monte Fuji. Divieto revocato nel 1860[77]
- Monte Tate, prefettura di Toyama. Divieto revocato nel 1872
- Monte Haku, prefettura di Ishikawa. Divieto revocato nel 1872
- Monte Hiei, prefettura di Shiga. Divieto revocato nel 1872[78][79]
- Monte Mitake, prefettura di Tokyo. Divieto revocato nel 1877
- Monte Ontake, tra le prefetture di Nagano e Gifu. Divieto revocato nel 1877
- Monte Kōya, prefettura di Wakayama. Divieto revocato nel 1906[80]
- Monte Haguro, prefettura di Yamagata. Divieto revocato nel 1997
- Monte Togakushi. Santuario di Togakushi, prefettura di Nagano. Divieto revocato nel 1870.[81]
- Monte Ushiro, prefettura di Hyōgo. La strada che porta al santuario è vietata alle donne[82]

#### Divieti in vigore
- Tempio Kinpusen-ji, Monte Yoshino, prefettura di Nara. Designato nel 2004 dall’UNESCO patrimonio dell’umanità, mantiene ancora in vigore il divieto per le donne di accesso alla cima (Sanjōgatake)
- Tempio Ōminesan-ji, Monte Ōmine, prefettura di Nara. Le donne non possono accedere[83]
- Isola di Okinoshima, prefettura di Fukuoka, dichiarata nel 2017 sito del patrimonio mondiale
- Monte Ishizuchi, prefettura di Ehime. L'ingresso alle donne è vietato il 1º luglio.[84]

### Altre restrizioni

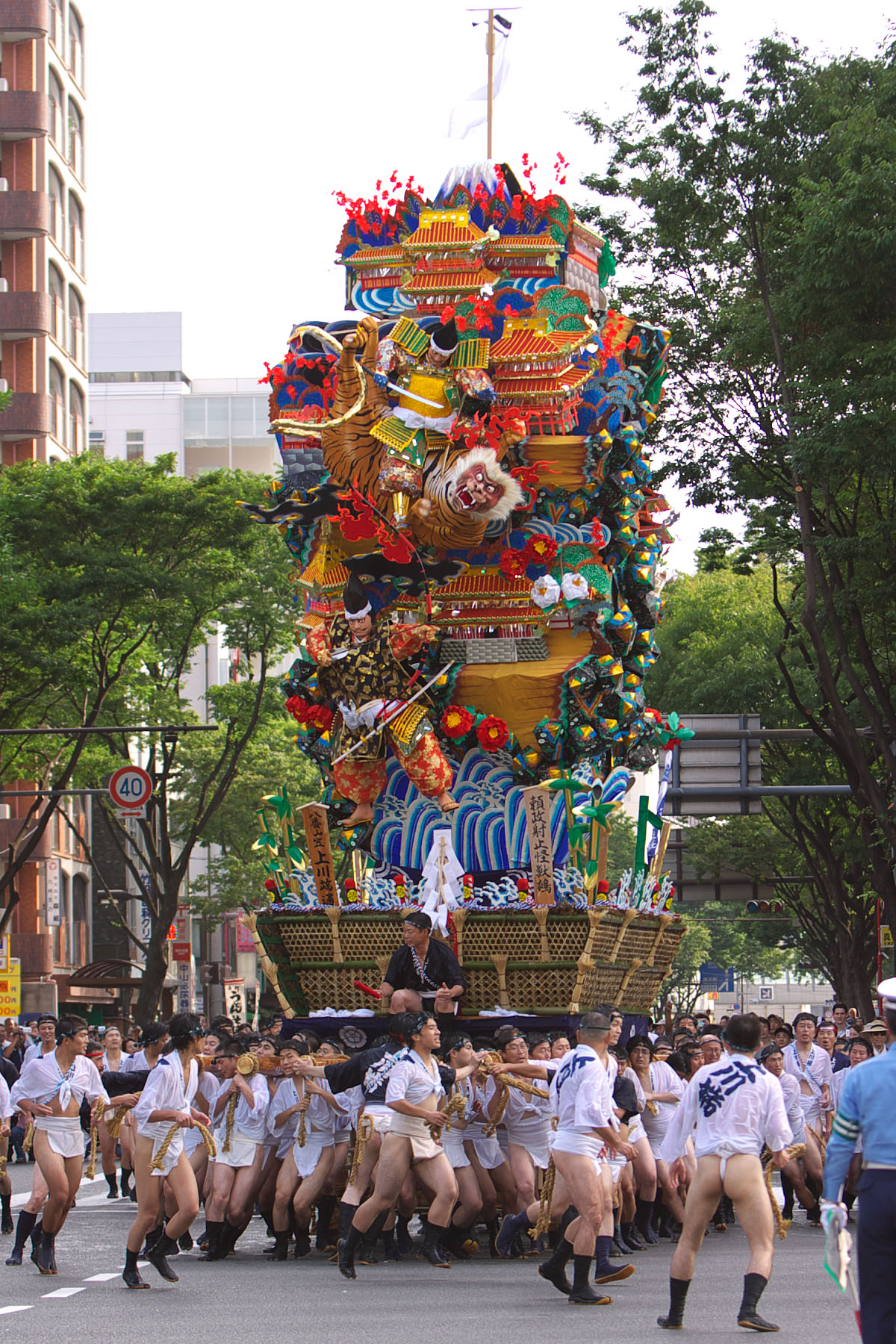
Hakata Gion yamakasa, celebrato dal 1° al 15 luglio ad Hakata, è uno dei festival più famosi del Giappone

È stato rilevato che ancora negli anni novanta del Novecento diverse confraternite di culto della montagna continuavano ad interrogare le donne sulle loro mestruazioni al momento della salita, essendo rimasta viva la tradizione di considerare impuro il sangue mestruale. Presso alcune confraternite, come quella di Kiso Ontake (潔斎場), venivano previsti riti di purificazione per le mestruazioni e in alcuni casi negato alle praticanti il permesso di usare l’acqua dei siti. Essendo le abluzioni con acqua fredda nel sito di purificazione il prerequisito per poter indossare la veste bianca per la pratica ascetica, in alcune confraternite, discrezionalmente, è stato introdotto un rito di purificazione sostitutivo, condotto da un sendatsu 先達 (un praticante ascetico che occupa una posizione di primo piano), per consentire alle donne di svolgere la pratica ascetica senza servirsi dell’acqua.
Nel corso del Novecento le restrizioni sono state sostenute facendo appello ad argomentazioni più "razionali", come l'indebolimento fisico che colpirebbe una donna mestruata a causa della perdita di sangue, rendendola in qualche modo inabile alla salita ai monti, o l'odore del sangue emesso che potrebbe attrarre gli orsi. Un'altra spiegazione utilizzata faceva riferimento alla facile influenzabilità delle donne da parte degli spiriti che si nascondono nelle montagne.
In diversi festival che si svolgono nel paese la presenza delle donne è ancora vietata o limitata: ad esempio, durante il festival Yamakasa che si svolge ogni anno a Fukuoka, una corsa di carri allegorici trasportati a spalla attraverso la città da squadre composte da uomini provenienti da sette distretti, dopo il rituale di purificazione gli uomini partecipanti devono evitare ogni contatto femminile. Fino al 2003 alle donne non era permesso entrare nella stanza di guardia dei trasportatori, in quanto ritenute "impure".
Un'indagine condotta nel 2019 tra le associazioni legate a 36 festival di carri allegorici (Yama Hoko Yatai), ha rilevato come circa la metà dei festival abbia subito cambiamenti in termini di ruoli di genere, nella direzione di una maggiore inclusione e partecipazione femminile.

#### Sport
Alle donne è vietato salire sul ring in uno stadio di sumo e partecipare ai riti prima e dopo i combattimenti. La Japan Sumo Association vieta alle donne di entrare o solo toccare il ring, per timore che violino la tradizione del sumo e contaminino il cosiddetto "sacro campo di battaglia". Possono entrare nello stadio come spettatrici.

#### Professioni
Anche se non esiste un divieto ufficiale, non sembra essere previsto che le donne possano diventare chef di sushi professionali. La loro esclusione viene attribuita all'eccessivo calore che verrebbe emesso dalle loro mani, potenziale causa di alterazione del gusto del sushi.

## Diffusione e opposizione ai divieti

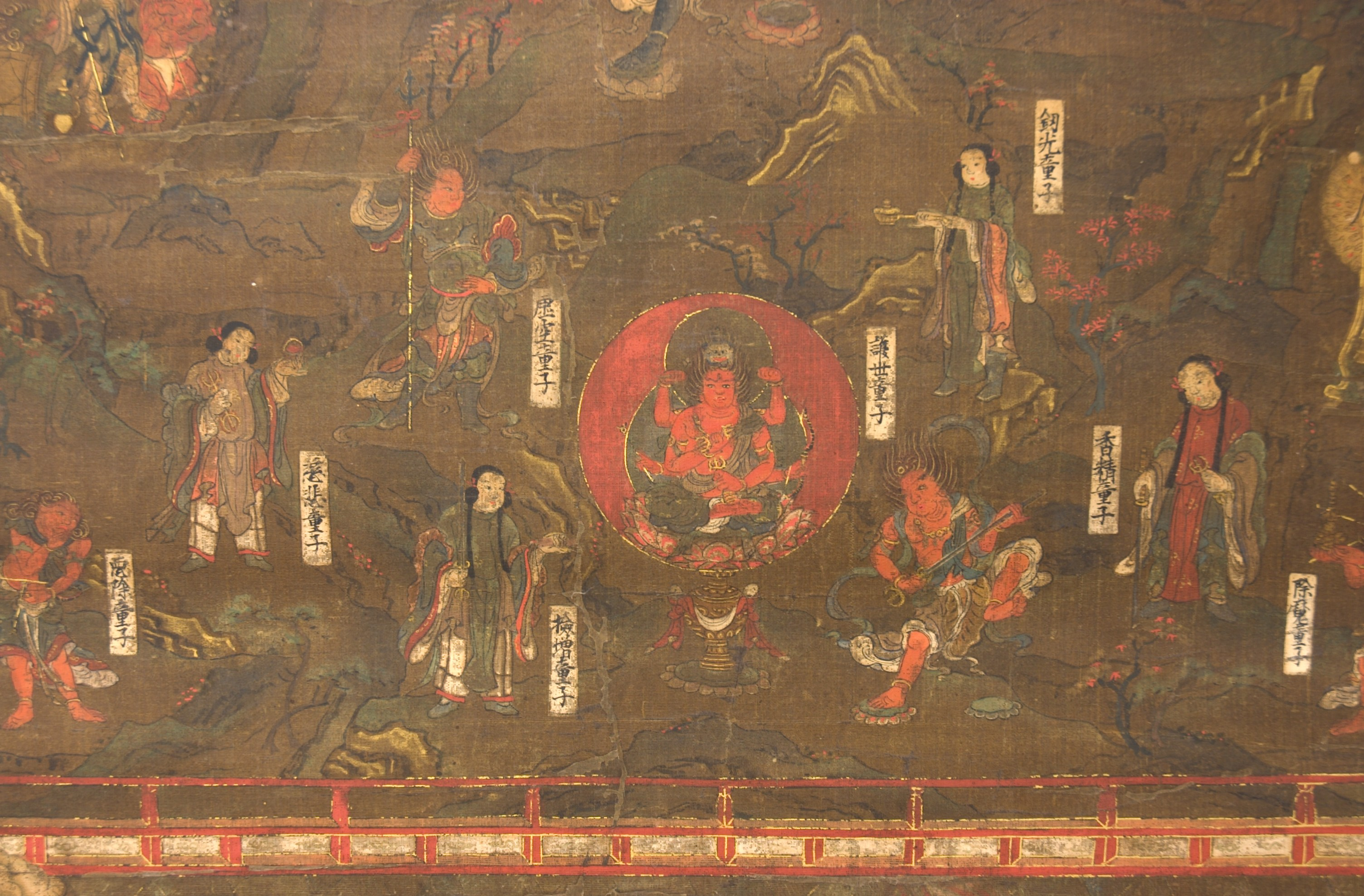
Kumano Mandala

L'esclusione delle donne dalle aree sacre a partire dal IX secolo e l'affermazione del concetto di impurità legata al corpo femminile, secondo alcuni autori influirono nel diffondere fra le donne stesse la pratica dell'autoesclusione. Alcune fonti biografiche risalenti alla metà del secolo X testimonierebbero come anche nel caso dei templi che non applicavano il nyonin kekkai, le donne scegliessero di non varcare i recinti sacri durante il ciclo mestruale.
Nel corso dell'XI secolo comparvero esempi di donne, principalmente appartenenti all'aristocrazia, che pregavano per la trasformazione sessuale per poter visitare i luoghi sacri come Kinpusen, ritenuta la Terra Pura di Maitreya.

La diffusione, a partire dalla fine del XIV e il XV secolo, del Ketsubonkyō (Sutra dell'Inferno della Pozza di Sangue), attraverso il quale le donne potevano salvarsi dalla dannazione eterna a cui la loro fisiologia le condannava, venne promossa non solo dai monaci, ma soprattutto dalle monache buddiste di Kumano (Kumano bikuni 熊 野 比丘尼), religiose itineranti particolarmente attive tra il XVI e il XVIII secolo che, viaggiando per il paese, promuovevano tra le donne il culto dei monti Kumano e la raccolta di fondi per templi e santuari, eseguendo etoki (decifrazione di immagini). Definite dalla studiosa Barbara Ruch le "evangelizzatrici dei media", esse confermarono attraverso le immagini dell'inferno rappresentate nel Ketsubonkyō l'idea dell'impurità del sangue legata indissolubilmente al corpo femminile, fornendo nel contempo promesse e indicazioni di salvezza.

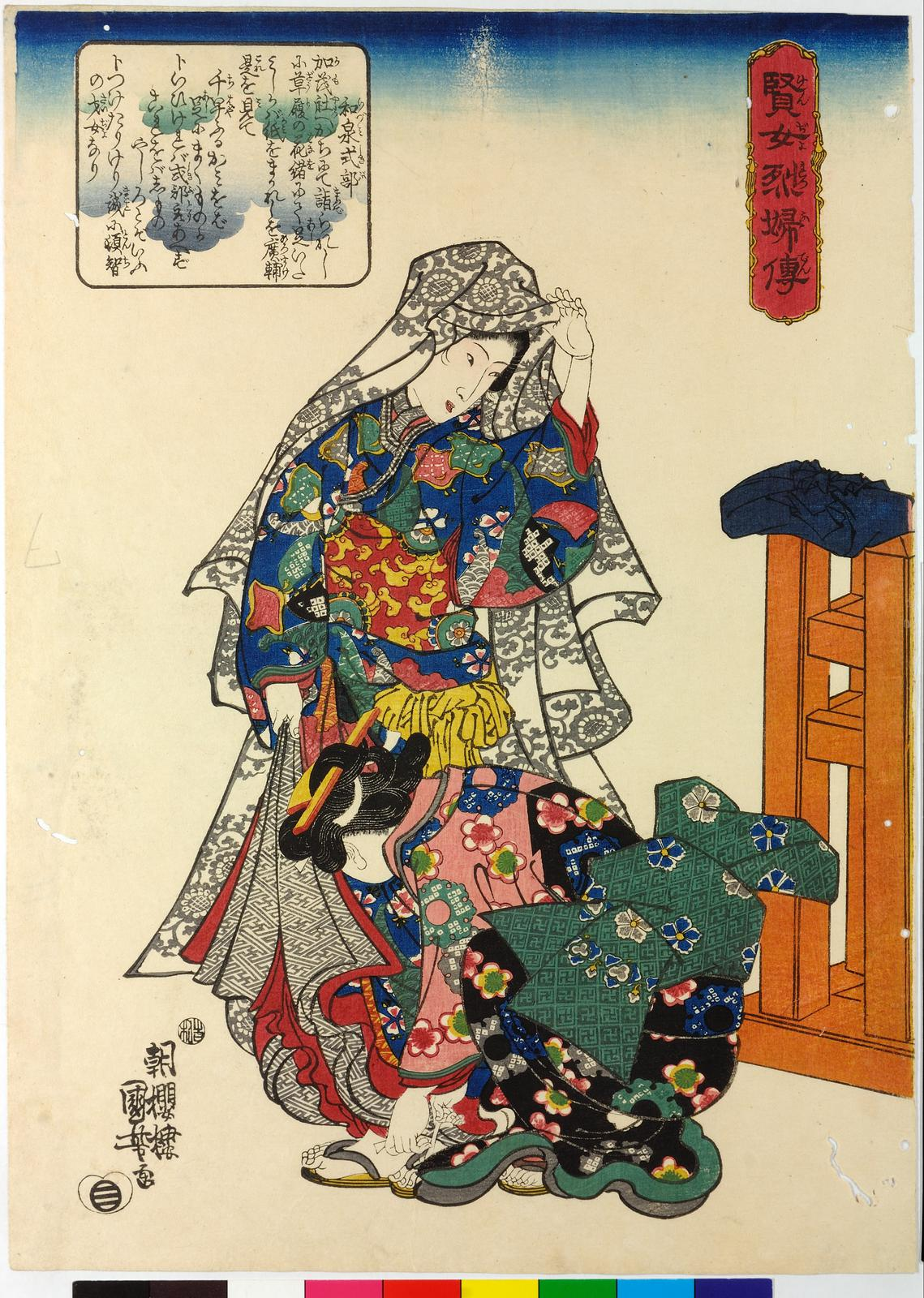
Izumi Shikibu, in visita al santuario di Kamo

Nella letteratura e nell’arte del Giappone medievale e moderno sono presenti, tuttavia, molteplici esempi di disubbidienza femminile, a partire dalle leggende popolari, diffuse in diverse versioni, come quella di Toran che oltrepassa il limite sacro del Tateyama e urina sulla terra sfidando l’ira delle divinità, o della madre di Kukkai che sale sul Koysan per vedere il figlio, incurante dei divieti.
Nella sua opera Sotoba Komachi la poetessa Ono no Komachi (825 – 900) si serve di un gioco di parole per raccontare della sua protesta contro il divieto postole da alcuni monaci del monte Koya di sedersi a riposare su uno stupa, perché ritenuto un atto sacrilego: "Se lo stupa [sotoba] fosse dentro il paradiso, / sarebbe davvero malvagio sederci sopra, / ma se è fuori [soto wa], / può essere una cosa così terribile?”
Nell'XI e XII secolo diverse poetesse nelle loro opere affrontano il tema del divieto imposto alle donne di accedere ai luoghi sacri. Un famoso waka di Izumi Shikibu, che si dice lei abbia lasciato scritto sul pilastro del tempio del monte Shosha, viene spesso interpretato - per la supposta parafrasi a un versetto del Sutra del Loto contenuta nella prima metà della poesia - come un amareggiato riferimento al nyonin kekkai, così come viene ricordata Inpumon'in no Tayū (1130? –1200?), una nobildonna e poetessa waka del periodo Heian, che nella prefazione a un waka in cui lodava il monte Hiei, avrebbe espresso rammarico per l'esclusione delle donne dai luoghi sacri.
kuraki michi ni zo 暗き道にぞ

irinu beki 入りぬべき

haruka ni terase 遥かに照らせ 

yama no ha no tsuki 山の端の月»
devo aver imboccato la strada buia. 

Illuminami da lì in alto, ti prego, 

luna da dietro il crinale della montagna»
(Izumi Shikibu, 978?)
Altri esempi di trasgressione del nyonin kekkai si trovano in diverse commedie del teatro No, come Dōjōji (道成寺), in cui la disobbedienza a tale divieto è espressa attraverso la formula del travestitismo; anche nella commedia di Zeami, Koya no monokurui, due donne oltrepassano il limite sacro vestendosi da uomini.

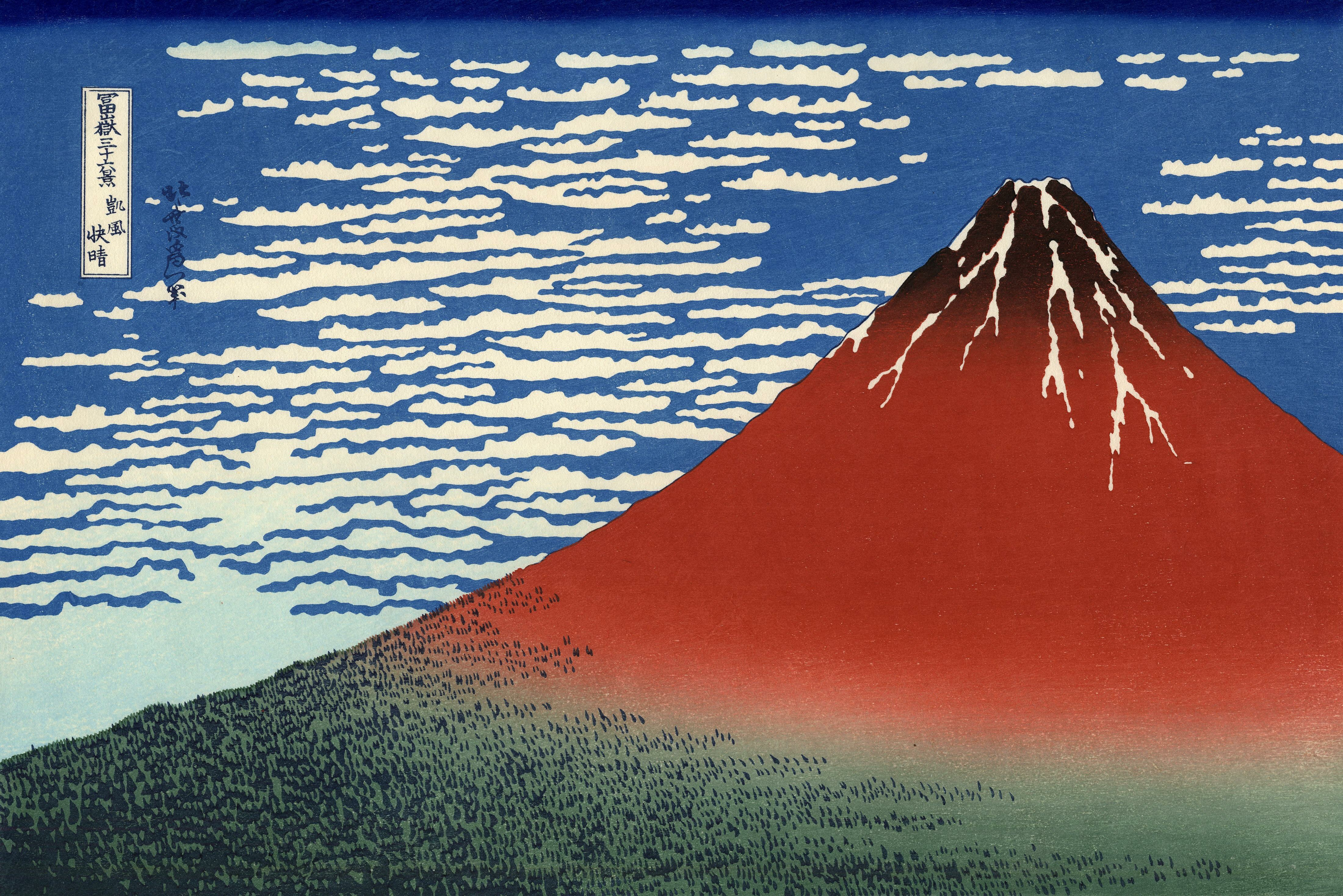
Katsushika Hokusai, una delle 36 vedute del Monte Fuji

La critica all'esclusione femminile dai luoghi sacri non venne esercitata solo da donne: ad esempio, tra il XVII e il XVIII secolo furono gli asceti laici devoti alla divinità del Monte Fuji, Sengen Daibosatsu, a farsene carico. A darvi avvio fu un asceta conosciuto con il nome religioso di Jikigyô Miroku (1671–1733) che predicava l'uguaglianza fra i sessi, opponendosi alla dottrina dei "cinque ostacoli" e alla nozione di inquinamento del sangue, concetto quest'ultimo che sarebbe stato rifiutato il secolo successivo anche da Nakayama Miki (1798-1887), la fondatrice della religione Tenrikyo.
Nel 1832, quasi trent'anni prima che la vetta del Monte Fuji venisse aperta alle donne, una giovane sfidò il divieto e riuscì a scalare il monte. Si chiamava Takayama Tatsu, aveva 25 anni, era nata nella famiglia di Takayama Ukon e lavorava come domestica. Faceva parte di un gruppo religioso guidato da Kotani Sanshi, erede dell'insegnamento di Jikigyô Miroku, che sosteneva l'uguaglianza di genere e il culto del Monte Fuji. Questo gruppo, denominato Fujidô e composto anche da diverse donne, aveva fra i suoi obbiettivi l'abolizione del nyonin kinsei e già nel 1819 e 1823 si fece promotore della violazione del divieto accompagnando alcune donne, anche mestruate, nella salita ai luoghi sacri allora proibiti.
L'obbiettivo del Monte Fuji sarebbe stato raggiunto una decina di anni dopo. Tatsu, vestita da uomo e con un'acconciatura maschile, il 19 ottobre 1832, un giorno in cui nevicava, il vento era particolarmente forte e la temperatura rigida, scelto appositamente per non correre il rischio di incrociare altri scalatori, avrebbe scalato la montagna con Kotani e altri cinque fedeli.
A quanto scrisse Sanshi, poco prima di raggiungere la vetta, Tatsu avrebbe affermato:

## Luoghi sacri vietati alle donne e World Heritage List
Due dei rimanenti siti sacri ai quali le donne non possono accedere, la cima del monte Ōmine (Sanjōgatake) nella prefettura di Nara, in cui si trova il tempio fondativo Shugendo, e l'isola di Okinoshima, prefettura di Fukuoka, sono stati riconosciuti dall'UNESCO come patrimonio mondiale culturale rispettivamente nel 2004 e nel 2017.

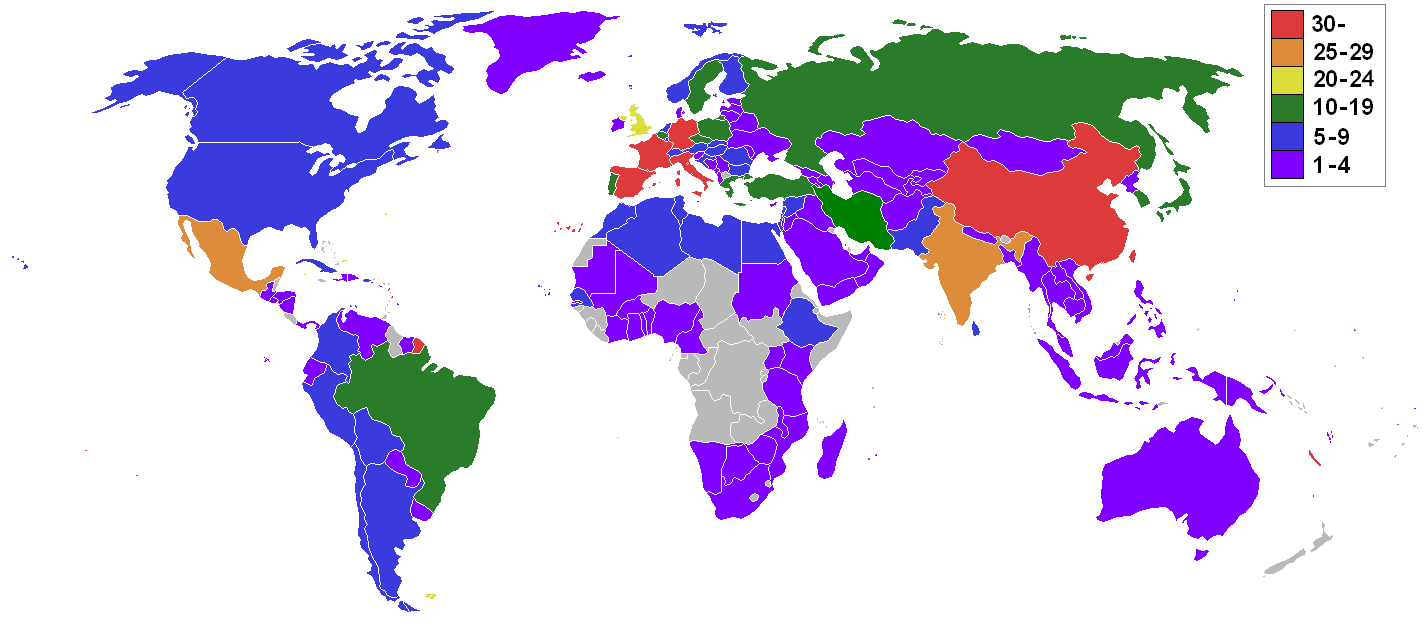
Patrimonio dell'umanità, lista UNESCO suddivisa per paesi

La campagna avviata dal governo giapponese e dalle autorità locali per il riconoscimento di questi siti è iniziata nei primi anni del XXI secolo, ed è stata accompagnata da numerose proteste da parte di associazioni di donne (come Nara Joseishi Kenkyūkai, fondata nel 1996 e Ainetto Josei Kaigi Nara, fondata nel 1962), persone comuni e religiosi.
Alla base delle richieste, accompagnate da diverse iniziative (convegni, raccolte di firme, petizioni, atti di disobbedienza contro i divieti lungo i sentieri per Sanjōgatake e sui gradini dei templi a Yoshino e Dorogawa), i contrari alla campagna nel 2004 chiesero la revoca dell'esclusione delle donne dai tre principali templi Shugendo (Kinpusenji in Yoshino e Shōgoin e Daigoji a Kyoto, collegati al monte Ōmine), precisando come tale discriminazione violasse accordi internazionali (ad esempio la Convenzione delle Nazioni Unite per l'eliminazione di tutte le forme di discriminazione contro le donne, ratificata dal Giappone nel 1995) e normative nazionali e ordinanze locali (la Costituzione giapponese, la Legge fondamentale sull'uguaglianza di genere del 1999, ecc.) e come il denaro pubblico speso per sostenere l'inserimento dei siti nella lista UNESCO (182 milioni di yen dal 2001 al 2004) provenisse anche da contribuenti donne, escluse tuttavia dall'accesso a quei luoghi.
Le proteste non sortirono alcun effetto: ad esse gli enti gestori dei siti opposero l'argomentazione che l'esclusione delle donne era una tradizione religiosa in vigore da mille anni che andava rispettata.
Nel dossier di 260 pagine di presentazione della nomina realizzato dall'ACA (Agency for Cultural Affairs) e accettato dal Comitato del Patrimonio Mondiale, intitolato Sacred Sites and Pilgrimage Routes in the Kii Mountain Range, and the Cultural Landscapes that Surround Them, non si trova alcuna menzione del divieto di accesso delle donne a Sanjōgatake.
Simile situazione si è verificata per il riconoscimento dell'isola di Okinoshima, dichiarata patrimonio mondiale UNESCO nel 2017. Il culto di tre divinità femminili nei santuari Munakata continua a convivere con il divieto posto alle donne di mettere piede sull'isola.